# Gajhatu
Gajhatu (1259. – 1295.) bio je peti vladar Ilhanata, mongolskog kanata sa središtem u Perziji. Vladao je od 1291. do 1295. godine. Njegov budistički lama dao mu je tibetansko ime Rinchindorj koje se javlja i na njegovom papirnatom novcu.
Sin je Abake i Tatarke Nukdan Khatun, a brat Argun-kana, prethodnog vladara Ilhanata, te unuk osnivača kanata Hulage-kana. Postavši ilkan, 1284. godine njegov brat Argun ga je proglasio za guvernera Rumskog sultanata na zapadu ilkanata. U njegovo vrijeme jačaju Turci Osmanlije na zapadnom dijelu Male Azije, koji 1288. godine pobjeđuju bizantsku vojsku kod Melangine, gdje zatim prenose prijestolnicu, i osvajaju Karadžahisar. Nakon Arhunove smrti, preuzima vlast u ilkanatu, ali vrlo vjerojatno kao regent:str. 58., 59., 383., 409., jer se Argunov zakonski nasljednik Gazan tada nalazio u Horasanu, daleko od prijestolnice Tabriza. Gazana je to mnogo razljutilo, ali nije smio napustiti svoje trenutne položaje iz straha od neprijatelja. U to je vrijeme nastavljeno je propadanje posljednjih križarskih uporišta na Istoku. Mamelučki sultan Halil osvaja Akru, dio stanovništva masakrira, a dio je prodao u sužanjstvo. Potom redom padaju Tir, Sidon i Bejrut, pa su Križarima ostala svega dva, maloznačajna, uporišta Tartus i Arvad, a jedina preživjela križarska država bješe Ciparsko Kraljevstvo.
Godine 1293., u Hormuzu se iskrcao Marko Polo kako bi Argunu doveo za suprugu Kuthai Khatun, ne znajući da je Argun umro.:str. 37., 38., 59., 409. Gajhatu ih je, stoga, uputio Gazanu, pa su se oni s Kuthai Khatun uputili do Aleksandrovih vrata na Kavkazu, gdje se on nalazio. Ekspedicija Marka Pola vratila se u Tabriz, gdje se zadržala devet mjeseci:str. 38., 60., 410.. Na polasku ih je ilkan darivao zlatnim pločicama.

## FInancijske reforme
Za vrijeme Gajhatuove vlasti došlo je do velike inflacije. Ugledajući se na svoje rođake iz dinastije Juan, pokušao je popraviti financijsko stanje uvođenjem u promet papirnog novca. Koncept papirnog novca bio je stran tamošnjim trgovcima, i nisu ga nikako uspjeli prihvatiti. Kako bi izbjegao pobunu, Gajhatu je iz upotrebe povukao papirni novac.

## Smrt
Gajhatu je umro 24. ožujka 1295. godine, a prema pisanjima Marka Pola, smatra se da je otrovan. Naslijedio ga je Bajdu, stričev sin:str. 384..